# Marcin Bańkowski
Marcin Bańkowski (ur. 15 grudnia 1955, zm. 23 lutego 2013 w Warszawie) – polski informatyk.

## Życiorys
Absolwent Liceum im. Klementa Gottwalda w Warszawie (1974) oraz Instytutu Informatyki WMIM Uniwersytetu Warszawskiego.
Po zakończeniu studiów pozostał na uczelni, prowadził prace dydaktyczne, ponadto tworzył dla systemów informacyjnych aplikacje baz danych. Przykładem był opracowany w 1987 dla warszawskiego Biura Numerów PPTiT system w architekturze klient/serwer (prace pod nadzorem prof. W. M. Turskiego). W 1993 kierował zespołem, który opracował spełniający wymagania ordynacji wyborczej do Sejmu, uchwalonej w roku 1993 dla zarządzonych na 19 września tegoż roku wyborów parlamentarnych, system wyborczy do Sejmu i Senatu RP. Przy tworzeniu systemu zastosowano nowoczesne narzędzia projektowe (CASE), natomiast bazę rozproszono terytorialnie. System miał część centralną i 52 lokalne, obsługiwane z 450 stacji końcowych (terminali). Rozwiązanie to pozwoliło sprawnie skonsolidować i ogłosić wyniki w skali kraju. Za to osiągnięcie otrzymał wraz z Andrzejem Florczykiem tytuł InfoStar'93.
Współtworzył i pracował w Computer Systems for Business International (CSBI), początkowo jako konsultant, potem jako szef działu rozwoju systemów bankowych, a od 1996 jako dyrektor ds. zarządzania przez jakość. Od 1998 był zaangażowany w budowanie nowej firmy – agenta transferowego dla towarzystwa emerytalnego PZU. Potem pracował jako doradca, konsultant, menedżer projektów w dużych przedsiębiorstwach takich jak: PTK Centertel (2001–2003), Telekomunikacja Polska SA (2004–2007), Polkomtel (2007–2009), PZU (2009–2010), Crédit Agricole (2011–2012).
Był członkiem Zarządu Głównego  Polskiego Towarzystwa Informatycznego dwóch kolejnych kadencji w latach 1993–1999. W 1994 był członkiem zespołu autorskiego raportu „Strategia rozwoju informatyki w Polsce” Pierwszego Kongresu Informatyki Polskiej.
Pochowany na cmentarzu w Wilanowie.